# Eiriksmal
Eiríksmál är ett anonymt arvekväde, författat på enkelt eddiskt versmått över Harald Hårfagers äldste son och efterträdare på tronen, den enligt uppgift bistre och högdragne men personligen tappre Erik Blodyx, vilken hade lämnat Norge på 930-talet vid Håkon Adalsteinsfostres ankomst till landet, fått län av kung Aethelstan i Northumberland och stupat där i strid med anfallande vikingar år 951. Kvädet, som uppvisar prononcerade hedniska drag blev i viss mån förebild för Eyvind skaldaspillirs ("plagiatorns") dödsdrapa Hákonarmál över Eiriks efterträdare i Norge Håkon Adalsteinsfostre. Språkligt tycks dikterna stamma ifrån 900-talet, vilket gör dem till några av de mycket få relativt samtida uppgifterna om dessa två kungar. 